# Cryphaea heteromalla
Cryphaea heteromalla là một loài Rêu trong họ Cryphaeaceae. Loài này được (Hedw.) D. Mohr miêu tả khoa học đầu tiên năm 1814.